# فلودارابین
فلودارابین (به انگلیسی: Fludarabine)
رده درمانی: داروهای درمان سرطان
اشکال دارویی: قرص و آمپول 

## موارد مصرف
کاربرد اصلی آن درمان سرطانهای خون است مانند لوسمی مزمن لنفوسیتیک و لنفوم نان هوچکین به خصوص همراه با عوامل آلکیلان مانند کلرامبوسیل.

## مکانیسم اثر
آنتی متابولیت است . در واقع آنالوگ پورین می‌باشد لذا موجب اختلال در همانندسازی DNA می‌شود.

## عوارض جانبی
این دارو همانند سایر داروهای شیمی درمانی پرعارضه‌است مانند لنفوپنی، لکوپنی، ترومبوسیتوپنی، آنمی.